# George MacKay
George Andrew J. MacKay (Londra, 13 marzo 1992) è un attore britannico.

## Biografia
MacKay è nato ad Hammersmith (Londra) da Kim Baker, una costumista britannica di Londra, e Paul MacKay, un australiano che lavora nell'illuminazione e nella direzione della scena.  È cresciuto a Barnes con sua sorella minore Daisy. È di origine irlandese da parte di madre, in quanto sua nonna materna è di Cork.
Nel 2002, MacKay era stato notato nella sua scuola a Londra da un ricercatore di talenti recitativi, che lo ha invitato a fare un provino per un ruolo nell'adattamento cinematografico di P. J. Hogan di Peter Pan, uscito nel 2003. Dopo aver frequentato un laboratorio di recitazione, ha ottenuto facilmente la parte di uno dei Bimbi Sperduti, Curly. Poco dopo ha avuto ruoli minori in un episodio della serie televisiva Rose and Maloney e nel film per la televisione Footprints in the Snow.
Nel 2005, all'età di tredici anni, MacKay ha ottenuto la parte di Riccio nel film Il re dei ladri, adattamento dell'omonimo romanzo di Cornelia Funke. Nello stesso anno ha avuto un ruolo principale nella miniserie televisiva in tre puntate Johnny and the Bomb trasmessa da BBC, adattamento dell'omonimo romanzo di Terry Pratchett.
Nel 2008 ha interpretato Aron, il più giovane dei fratelli Bielski, nel film Defiance - I giorni del coraggio di Edward Zwick. Nel 2009 ha recitato la parte di Harry nel film Ragazzi miei di Scott Hicks. Per quest'ultimo ruolo, MacKay ha ottenuto una candidatura ai British Independent Film Awards ed una ai London Critics Circle Film Awards come nuova promessa.
Ha recitato in Pride del 2014 diretto da Matthew Warchus, film dedicato alla lotta sindacale appoggiata del Lesbians and Gays Support the Miners durante lo Sciopero dei minatori britannici del 1984-1985, candidato al Golden Globe 2015 come miglior film commedia o musicale. Nel 2018 partecipa al film Quando le mani si sfiorano. Nel 2019 è stato protagonista nel film  1917, candidato e vincitore di diversi Oscar.

## Vita privata
È sposato con la truccatrice Doone Forsyth conosciuta nel film 1917. La coppia ha due figli.

## Filmografia

### Cinema
- Peter Pan, regia di P. J. Hogan (2003)
- Il re dei ladri (The Thief Lord), regia di Richard Claus (2006)
- Defiance - I giorni del coraggio (Defiance), regia di Edward Zwick (2008)
- Ragazzi miei (The Boys Are Back), regia di Scott Hicks (2009)
- Hunky Dory, regia di Marc Evans (2011)
- Come vivo ora (How I Live Now), regia di Kevin Macdonald (2013)
- Il superstite (For Those in Peril), regia di Paul Wright (2013)
- Sunshine on Leith, regia di Dexter Fletcher (2013)
- Pride, regia di Matthew Warchus (2014)
- Captain Fantastic, regia di Matt Ross (2016)
- Marrowbone (El secreto de Marrowbone), regia di Sergio G. Sánchez (2017)
- Ofelia - Amore e morte (Ophelia), regia di Claire McCarthy (2018)
- Quando le mani si sfiorano (Where Hands Touch), regia di Amma Asante (2018)
- Been So Long, regia di Tinge Krishnan (2018)
- Nuclear, regia di Catherine Linstrum (2019)
- A Guide to Second Date Sex, regia di Rachel Hirons (2019)
- 1917, regia di Sam Mendes (2019)
- The Kelly Gang (True History of the Kelly Gang), regia di Justin Kurzel (2019)
- Wolf, regia di Nathalie Biancheri (2021)
- Monaco - Sull'orlo della guerra (Munich – The Edge of War), regia di Christian Schwochow (2021)
- I Came By, regia di Babak Anvari (2022)
- Femme, regia di Sam H. Freeman e Ng Choon PIng (2023)
- The Beast (La Bête), regia di Bertrand Bonello (2023)
- The End, regia di Joshua Oppenheimer (2024)

### Televisione
- Rose and Maloney – serie TV, episodio 1x01 (2004)
- Footprints in the Snow, regia di Richard Spence – film TV (2005)
- The Brief – serie TV, episodi 2x01-2x02 (2005)
- Johnny and the Bomb – miniserie TV, 3 episodi (2006)
- Tsunami (Tsunami - The Aftermath) – miniserie TV, 2 episodi (2006)
- The Old Curiosity Shop, regia di Brian Percival – film TV (2007)
- The Outcast – miniserie TV, 2 episodi (2015)
- 22.11.63 (11.22.63) – miniserie TV, 8 episodi (2016)

## Teatro
- Il giardino di cemento, da Ian McEwan, regia di David Aula. Heritage Arts Company di Londra (2014)
- Ah, Wilderness! di Eugene O'Neill, regia di Natalie Abrahami. Young Vic di Londra (2015)
- Il guardiano di Harold Pinter, regia di Matthew Warchus. Old Vic di Londra (2016)

## Riconoscimenti
- Festival di Cannes
  - 2017 – Trofeo Chopard per la rivelazione maschile
- Festival internazionale del cinema di Berlino
  - 2014 – Shooting Stars Award
- British Academy Film Awards
  - 2014 – Candidatura all'Orange Rising Star Award per la miglior stella emergente
- BAFTA Awards (Scotland)
  - 2013 – Miglior attore per Il superstite
- British Independent Film Awards
  - 2009 – Candidatura per il Most Promising Newcomer per Ragazzi miei
- London Critics Circle Film Awards
  - 2010 – Candidatura per il giovane attore britannico dell'anno per Ragazzi miei
  - 2014 – Candidatura per il giovane attore britannico dell'anno per Breakfast with Jonny Wilkinson, Il superstite, Come vivo ora e Sunshine on Leith
  - 2020 – Candidatura per l'attore britannico/irlandese dell'anno per 1917, Quando le mani si sfiorano ed Ofelia
- Satellite Award
  - 2019 – Candidatura per il miglior attore in un film drammatico per 1917
- Empire Awards
  - 2014 – Candidatura per il miglior debutto per Sunshine on Leith
- Screen Actors Guild Award
  - 2017 – Candidatura per il miglior cast cinematografico per Captain Fantastic (condivisa con il resto del cast)
- Festival del cinema di Stoccolma
  - 2013 – Miglior attore per Il superstite
- Richard Attenborough Film Awards
  - 2014 – British Breakthrough Award per Come vivo ora e Sunshine on Leith
- Santa Barbara International Film Festival
  - 2020 – Virtuoso Award per 1917

## Doppiatori italiani
Nelle versioni in italiano delle opere in cui ha recitato, George MacKay è stato doppiato da:
- Manuel Meli in Tsunami, 22.11.63, 1917, Monaco - Sull'orlo della guerra, I Came By, The Beast, The End
- Flavio Aquilone in Come vivo ora, Pride, Marrowbone, The Kelly Gang
- Davide Perino in Captain Fantastic, Wolf
- Mattia Ward in Ragazzi miei
- Alessio De Filippis in Il superstite
- Emanuele Ruzza in Ofelia - Amore e morte
- Davide Albano in Quando le mani si sfiorano